# Maytenus undata
Maytenus undata là một loài thực vật có hoa trong họ Dây gối. Loài này được (Thunb.) Blakelock mô tả khoa học đầu tiên năm 1956.

## Hình ảnh

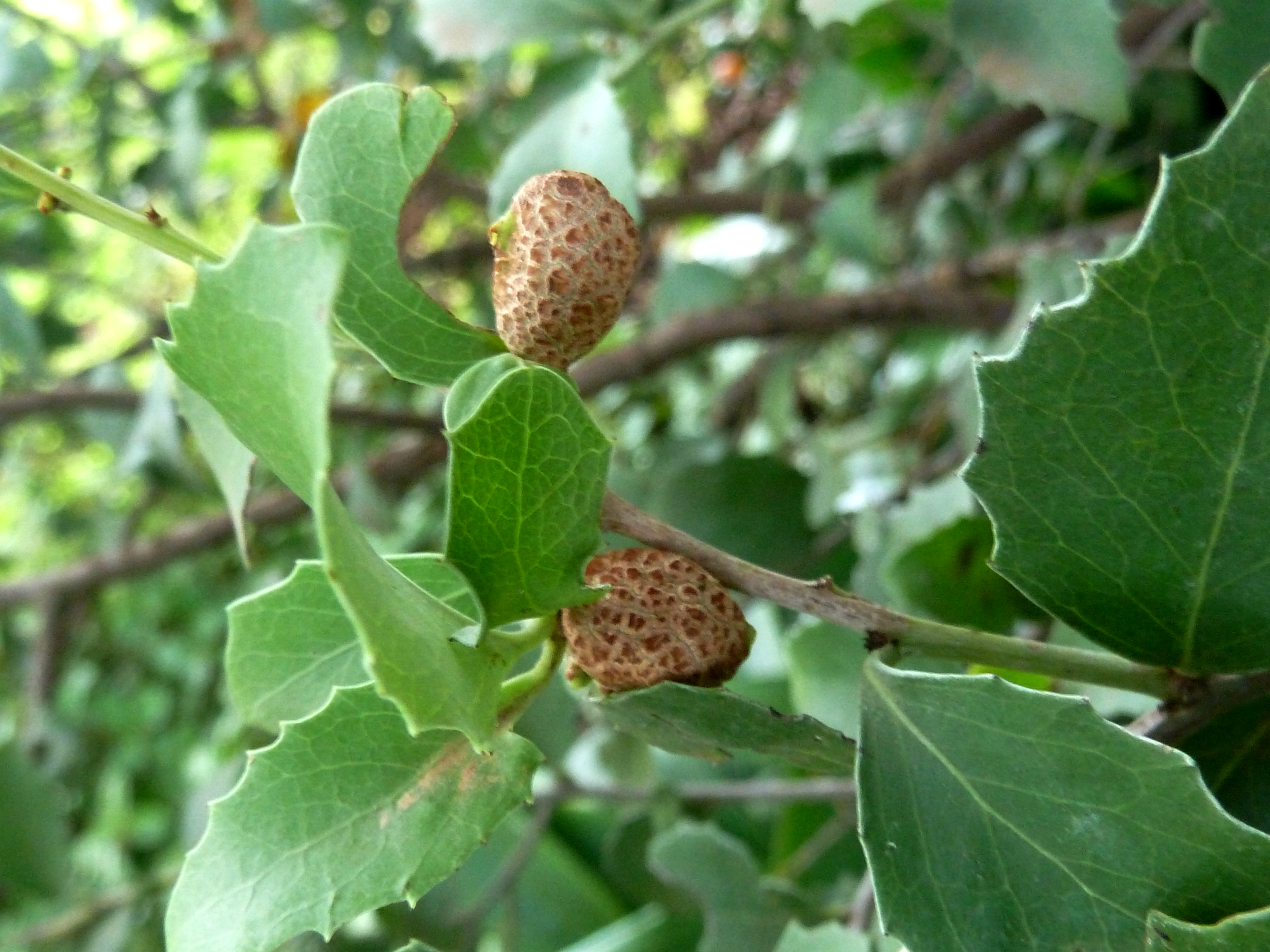